# Дрібна
Дрібна — річка в Україні, у Гайсинському районі Вінницької області, ліва притока Південного Бугу (басейн Чорного моря).

## Опис
Довжина річки приблизно 5 км.

## Розташування
Бере початок на південному заході від Ярмолинців. Тече переважно на південний захід через село Харпачкаі на північно-західній стороні від Ладижина впадає у річку Південний Буг.